# Hanna-Barbera dingue dong
Hanna-Barbera dingue dong (The Funtastic World of Hanna-Barbera) est une émission de télévision française pour la jeunesse et présentée par Luq Hamet, et diffusée sur Antenne 2 du 22 septembre 1990 au 31 août 1996 sur France 2.

## Historique
L'émission était produite par Christophe Izard et basée sur le programme américain The Funtastic World of Hanna-Barbera diffusée en syndication aux États-Unis entre 1985 et 1994.
Elle diffusait des dessins animés de Hanna-Barbera tels que Scooby-Doo ou Les Fous du volant. D'autres pays ont connu leur propre version: Hanna e Barbera bazar sur Rai Uno, en Italie. Hanna-Barbera Party sur RTL Television, en Allemagne. Oh ! Hanną Barberą sur RTP1, au Portugal. Godzina z Hanną Barberą sur TVP 2, en Pologne. אנה ברברה sur Channel 6, en Israël. Hanna-Barbera sur TV3, en Suède.

## Le concept
Lors de la première saison, dans le décor des Pierrafeu, Luq Hamet incarne divers personnages dans des sketchs entre deux dessins-animés.

## Séries d'animation
- Bêtes comme chien[5]
- Buzzard et Vermisso (es)
- Capitaine Caverne
- Droopy et Dripple
- Fantomatiquement vôtre, signé Scoubidou
- The Flintstone Comedy Show (en) [6]
- Les Fous du volant
- George et Joe (en)
- Kwicky Koala
- Mantalo
- Mumbly
- Mystérieusement vôtre, signé Scoubidou
- Les Jetson
- Les Pierrafeu
- Les Pierrafeu en culottes courtes
- Les Treize Fantômes de Scoubidou
- Les Voyages fantomatiques de Scoubidou
- Richie Rich
- Roquet belles oreilles
- Scooby-Doo : Agence Toutou Risques
- Spike et Tyke
- Tom et Jerry Kids (Saison 2)
- Un rêve de Diabolo
- Wally Gator
- Yogi
- Yogi et compagnie
- Yogi l'ours
- Yo Yogi! (à partir du 12 septembre 1992)[7]

## Commentaires
L’émission était tournée dans les studios de la SFP situés au théâtre de l'Empire.